# À la soupe
Pour plus de détails, voir Fiche technique et Distribution.
À la soupe (From Soup to Nuts) est une comédie du cinéma muet américain de Edgar Kennedy sortie en 1928.

## Synopsis
Mrs. Culpepper, une riche bourgeoise, donne un grand dîner. Pour la circonstance, elle a engagé deux extras (Laurel et Hardy) afin de servir à table. Mais ces derniers vont accumuler gaffes sur gaffes...

## Fiche technique
- Titre : À la soupe
- Titre original : From Soup to Nuts
- Autres titre : De la soupe populaire au caviar
- Réalisation : Edgar Kennedy
- Scénario : Leo McCarey (histoire) et H. M. Walker (intertitres)
- Photographie : Len Powers
- Montage : Richard C. Currier
- Société de production : Hal Roach Studios
- Société de distribution : Metro-Goldwyn-Mayer
- Pays de production :  États-Unis
- Langue : titres en anglais
- Format : Noir et blanc - 35 mm - 1,37:1  -  Muet
- Genre : Comédie
- Longueur : deux bobines
- Date de sortie : 
  - États-Unis : 24 mars 1928

## Distribution
Source principale de la distribution :
- Stan Laurel : Mr. Laurel
- Oliver Hardy : Mr. Hardy
- Anita Garvin : Mrs. Culpepper
- Tiny Sandford : Mr. Culpepper

- Rosemary Theby : une invitée au dîner
- Dorothy Coburn : une invitée au dîner
- Buddy the Dog : le chien
- Otto Fries : le chef cuisinier
- Sam Lufkin : un invité
- Edna Marion : la servante
- Gene Morgan : un invité
- Ellinor Vanderveer (en) : une invitée